# Kebon Cau (Teluknaga)
Kebon Cau is een bestuurslaag in het regentschap Tangerang van de provincie Banten, Indonesië. Kebon Cau telt 10.782 inwoners (volkstelling 2010).